# Comeback (2015)
Comeback is een Deense komische film uit 2015, geregisseerd door Natasha Arthy, die samen met cabaretier Jacob Tingleff het script schreef naar een verhaal van de schrijver Hallgrímur Helgason.  

## Verhaal
De komiek Thomas Vang heeft zijn carrière kapot gemaakt en zal er alles aan doen om er weer bovenop te komen. Als hij genoegen moet nemen met een warming-up voor zijn vriend, de succesvolle Mads Andersen, moet alle energie worden gestoken in het weer op de rails krijgen van zijn carrière. Maar wanneer zijn snel pratende tienerdochter Frederikke plotseling uit de vergetelheid komt, staat zijn leven op zijn kop. Ze doet er alles aan om zijn dromen te saboteren, en voordat Thomas volledig kan begrijpen wat hem overkomt, gaat hij recht op de veilige afgrond af. Alleen Frederikke kan hem redden, maar is het het haar wel waard? Eén ding is zeker, het wordt niet de comeback die hij had gewild.

## Rolverdeling
| Acteur                 | Personage   |
| ---------------------- | ----------- |
| Anders W. Berthelsen   | Thomas Vang |
| Peder Thomas Pedersen  | Mads        |
| Sarah-Sofie Boussnina  | Frederikke  |
| Roberta Reichhardt     | Emilie      |
| Peter Frödin           | Torben      |
| Benedikte Hansen       | Kim         |
| Maria Rossing          | Marlene     |
| Filippa Suenson        | Lina        |
| Tina Gylling Mortensen | Jepsen      |

## Prijzen en nominaties
| Jaar | Prijs  | Categorie     | Genomineerde(n)                 | Uitslag     |
| ---- | ------ | ------------- | ------------------------------- | ----------- |
| 2016 | Robert | Publieksprijs | Morten Kaufmann & Natasha Arthy | Genomineerd |